# O Milladoiro
O Milladoiro é uma vila espanhola situada na freguesia de Viduido, município de Ames, província da Corunha, Galiza. Tem atualmente 13.352 habitantes.[carece de fontes?]

## Localização
É o núcleo mais importante do município de Ames, abrigando metade de seus habitantes e está localizado a apenas três quilômetros do centro de Santiago de Compostela. Limita com as freguesias de A Grela, Coira e Bentín. Também faz fronteira com o município de Teo na parte baixa da avenida Rosalía de Castro.[carece de fontes?]

## Nome do local
Existem várias teorias sobre o nome da cidade. O relato mais comum é que o nome lembra que foi a última cidade antes de chegar a Santiago pelo Caminho Português de Santiago. Era o lugar onde os peregrinos se humilhavam, se ajoelhavam, vendo a catedral pela primeira vez, se humilhavam. E foi também um local emblemático.[carece de fontes?]
Outra teoria alerta para a possibilidade de o milladoiro ser uma deformação do miradoiro, que na língua local, o galego, se traduz como miradouro. Pela sua orografia, O Milladoiro possui uma colina de onde se avista a catedral de Santiago de Compostela e grande parte da cidade. Daí a possível designação de ponto de vista.[carece de fontes?]
Além disso, na Galiza um monte formado por pequenas pedras empilhadas ao longo do tempo por peregrinos e peregrinos que se dirigem a um santuário religioso é chamado de "milladoiro".[carece de fontes?]